# Everett C. Olson
Everett Claire Olson (Waupaca, 6 november 1910 - 27 november 1993) was een Amerikaanse zoöloog, paleontoloog en geoloog die bekend staat om zijn baanbrekende onderzoek naar de oorsprong en evolutie van gewervelde dieren. Door zijn onderzoek naar fossielen van gewervelde landdieren, identificeerde hij intervallen van uitsterven in het Perm en Trias. Hij stelde ook stratigrafische correlaties voor tussen Noord-Amerikaanse (vooral de Chickasha- en San Angelo-formaties) en Russische gewervelde lagen waarvoor veel later aanvullende ondersteuning werd gevonden. De daling van de diversiteit van gewervelde landdieren die hij voorstelde aan het einde van het Kungurien van het Perm, die 270 miljoen jaar geleden plaatsvond, draagt nu zijn naam - Olson's Extinction. Als alternatief denken sommige wetenschappers dat de verandering geleidelijk was, maar dat het abrupt lijkt vanwege een gat in het fossielenbestand, genaamd Olson's Gap. Enkele van zijn andere opmerkelijke onderzoeken omvatten ook de geslachten van Slaugenhopia, Trimerorhachis en Waggoneria.
Olson was een voormalig voorzitter van de afdeling biologie aan de UCLA, een lid van de National Academy of Sciences, een ontvanger van de paleontologische medaille van de paleontologische Society (1987), de eerste ontvanger van de Romer-Simpson-medaille van de Society of Vertebrate Paleontology, een CSEOL Distinguished Scientist (1991). University of California zei dat Olson een internationaal erkende pionier was in studies naar de oorsprong en evolutie van gewervelde dieren. De Universiteit van Chicago zei dat hij baanbrekend onderzoek deed naar de evolutie van terrestrische ecosystemen. De National Academy of Sciences zei dat hij een van de grote paleontologen van gewervelde dieren van de twintigste eeuw is.
- Bibsys: 90300550
- Bibliothèque nationale de France: cb12482067j (data)
- CiNii: DA02837198
- Gemeinsame Normdatei: 119055562
- International Standard Name Identifier: 0000 0000 8175 6467
- Library of Congress Control Number: n79144669
- Bibliotheek van het Japanse parlement: 00515343
- Nationale Bibliotheek van Tsjechië: uk2007399044
- Nationale bibliotheek van Australië: 35398243
- Nationale Bibliotheek van Israël: 987007339393105171
- Nederlandse Thesaurus van Auteursnamen: 073147001
- SNAC: w6wv1fkw
- Système universitaire de documentation: 13706909X
- Trove: 938785
- Virtual International Authority File: 110008057
- WorldCat: E39PBJdcDdBmxkyYXWdhhMQ6rq